# Tecapán
Tecapán es un distrito del municipio de Usulután Este en el departamento de Usulután, El Salvador. 

## Toponimia
El topónimo náhuat Tecapan significa "Río o Laguna de las Piedras", o también "Río en el Fuego", "Río Caliente".

## Geografía
El distrito tiene un área de 48,42 km² y la cabecera una altitud de 700 m s. n. m.

## Historia
De acuerdo a la tradición, el poblado fue fundado en el año 1837 en el sitio denominado Los Naranjos, por familias originarias de Tecapa (hoy Alegría). Pertenece al departamento de Usulután desde su creación en el año 1865. Para el año 1890 tenía una población de 3.080 habitantes, y el 1895 obtuvo el título de villa. De dos poblados de su demarcación, se erigió el municipio de California para 1897.

## Demografía
De acuerdo al censo oficial de 2024, tiene una población de 7.369 habitantes.